# Ypsolopha albiramella
Ypsolopha albiramella là một loài bướm đêm thuộc họ Ypsolophidae. Loài này có ở Ý, Croatia, Albania, Macedonia, Hy Lạp, Crete và Turkmenistan.
Ấu trùng ăn Ephedra distachya.